# Derek Taylor (Politiker)
Derek Hugh Taylor, OBE (* 1. Oktober 1951 auf Grand Turk Island) ist ein Politiker der People’s Democratic Movement (PDM) der Turks- und Caicosinseln, der unter anderem 1980 sowie erneut zwischen 1995 und 2003 Chief Minister der Turks- und Caicosinseln war. Er war damit der Regierungschef mit der bislang längsten Amtszeit dieses in der Karibik liegenden britischen Überseegebiets.

## Leben
Taylor, sechstes von sieben Kindern, besuchte die Salt City Elementary School sowie die Grand Turk High School, und trat 1970 in den öffentlichen Dienst ein. Zunächst war er Mitarbeiter der Finanz- und Zollbehörde und später Distriktkommissar für South Caicos, Middle Caicos und North Caicos sowie zuletzt als stellvertretender Leiter der Zollbehörde (Deputy Collector of Customs). Daneben engagierte er sich in der Gewerkschaft des öffentlichen Dienstes (Civil Service Association) und war zwei Jahre deren Präsident sowie sieben Jahre deren Vizepräsident.
Nach seinem Ausscheiden aus dem öffentlichen Dienst 1988 wurde Taylor für People’s Democratic Movement (PDM), die älteste politische Partei der Inseln, zum Mitglied des Parlaments (House of Assembly) gewählt. Bei dieser Wahl gewann die PDM elf der 13 Sitze im Parlament, woraufhin Oswald Skippings Chief Minister wurde. Dieser berief Taylor zum Minister für Handel und Entwicklung in dessen Kabinett, dem er bis zur Wahlniederlage der PDM bei den Wahlen im April 1991 angehörte. Im Anschluss wurde er Oppositionsführer.
Bei den Wahlen vom 31. Januar 1995 konnte die von Taylor geführte PDM neun der 13 Mandate im House of Assembly erringen, so dass Taylor am 3. Februar 1995 als Nachfolger von Washington Misick von der Progressive National Party (PNP) selbst Chief Minister der Turks- und Caicosinseln wurde. Bei den darauf folgenden Wahlen am 4. März 1999 erhielt die PDM 52,22 Prozent der Stimmen und abermals neun der 13 Parlamentssitze. Er war daneben Mitglied des Gouverneursrates der Karibischen Entwicklungsbank CDB (Caribbean Development Bank) sowie erster gewählter Vizepräsident der am 17. November 2000 gegründeten Vereinigung von Überseeländern und Territorien OCTA (Overseas Countries and Territories Association). Aus den Wahlen vom 24. April 2003 ging die PDM zwar abermals als Siegerin hervor, erhielt mit 50,2 Prozent aber nur noch sieben der 13 Abgeordnetenmandate. Bei einer Nachwahl am 7. August 2003 gewann die oppositionelle Progressive National Party (PNP) zwei weitere Mandate und verfügte somit über eine Mehrheit gegenüber der bislang regierenden People’s Democratic Movement (PDM) von Chief Minister Taylor, die nur noch über fünf Mandate verfügte. Daraufhin übernahm der bisherige Oppositionsführer Michael Misick am 16. August 2003 selbst das Amt des Chief Minister. Mit seiner über achteinhalbjährigen Amtszeit war Taylor der Regierungschef mit der bislang längsten Amtszeit dieses in der Karibik liegenden britischen Überseegebiets.
Nach der Wahlniederlage wurde Taylor, der bei den Millenniumsfeierlichkeiten 2000 das Offizierskreuz des Order of the British Empire (OBE) verliehen bekam, Oppositionsführer, wobei die PDM bei den Wahlen am 9. Februar 2007 nur noch zwei der 15 Mandate gewinnen konnte. Im Juli 2012 trat er von der Funktion als Oppositionsführer zurück, die dann wieder von Oswald Skippings übernommen wurde. Bei den Wahlen vom 9. November 2012 gewann die PDM hingegen wieder sieben der 15 Mandate und verfehlte einen Wahlsieg nur knapp. Taylor selbst wurde wieder zum Mitglied des Parlaments gewählt.
Taylor, der ein Cousin des Gründers der PDM und ersten Chief Minister James Alexander George Smith „Jags“ McCartney ist, ist verheiratet und Vater von drei Kindern. Er engagiert sich ferner als Laienprediger der Methodistischen Kirchen.